# Матралія
Матралія — свято у Стародавньому Римі, що відзначалося 11 червня на честь Матер Матута. При святкуванні жінки молилися за своїх племінників та своїх дітей. День був присвячений Матер Матута (з лат. — ранішня мати). Святкування проходили у храмі Фортуни на Бичачому форумі в Римі, оскільки Матута була прирівняна до Fortuna Redux — богині весни, народження та росту.